# División de Hackeo del Estado Islámico
La División de Hackeo del Estado Islámico (ISHD) o también llamado Califato Cibernético Unido (UCC) es la fusión de varios grupos de piratas informáticos que se autoidentifican como el ejército cibernético del Estado Islámico de Irak y el Levante (ISIS). La organización unificada comprende al menos cuatro distintos grupos, incluida la Sección del Califato Fantasma, el Ejército del Califato de los Hijos (SCA), el Ejército Cibernético del Califato (CCA) y el Equipo de Seguridad Electrónica Kalashnikov. Otros grupos potencialmente involucrados son el Califato Cibernético Unido,  siendo el grupo propagandístico de ISIS, Rabitat Al-Ansar (Liga de Partidarios) y el Ejército Cibernético Islámico (ICA). La evidencia no respalda la participación directa de los líderes del Estado Islámico. Sugiere una coordinación externa e independiente de las campañas cibernéticas pro-ISIS bajo el nombre de United Cyber Caliphate (UCC) . Las investigaciones también muestran presuntos vínculos con el grupo de inteligencia ruso, APT28, utilizando el nombre como pretexto para librar la guerra contra las naciones occidentales.

## Preocupaciones
Las acciones del grupo han incluido el reclutamiento en línea, desfiguración de sitios web, piratería de redes sociales, ataques de denegación de servicio y doxeos con "listas de eliminación". El grupo esta catalogado como baja amenaza o inexperto, ya que su historial de ataques que requieren un bajo nivel de sofisticación, dependiendo de herramientas de piratería disponibles públicamente.
Los expertos expresaron dudas sobre la fuente y la naturaleza de los datos de las "listas de eliminación" publicadas que contienen información personal sobre el personal militar de los EE. UU. que se alega fue robada de los servidores del gobierno de los EE. UU. pirateados. No hay evidencia de que el Califato Cibernético Unido (UCC) comprometiera los sistemas estadounidenses. Los datos incluían información pública, no clasificada y, a menudo, obsoleta sobre civiles, ciudadanos no estadounidenses y otros creados a partir de filtraciones de datos antiguos o datos extraídos de la web.
Los servicios de inteligencia de EE. UU., Francia y Alemania investigaron ataques tras el hackeo del canal de televisión francés TV5Monde y el ataque de Twitter del CENTCOM de EE. UU. Los tres países vincularon las acciones del Califato Cibernético Unido (UCC) con APT 28 (también conocido como Fancy Bear), un grupo de inteligencia ruso.

## Historia
El grupo surgió por primera vez en operaciones de piratería contra sitios web de EE. UU. en enero de 2015 como el Ejército Cibernético del Califato (CCA). En marzo de 2015, el Estado Islámico publicó una "lista de asesinatos" en un sitio web que incluía nombres, rangos y direcciones de 100 miembros del ejército estadounidense.
Un patrón de ataques similares surgió después de la cobertura de los medios. Al menos 19 'listas de eliminación' individuales, incluida información personal de ciudadanos estadounidenses, canadienses y europeos, publicadas entre marzo de 2015 y junio de 2016. El 4 de abril de 2016, los cuatro grupos se unieron como el Califato Cibernético Unido (UCC).
En junio de 2016, el Instituto de Investigación de Medios de Medio Oriente encontró y reveló a los medios una supuesta lista de aproximadamente 8300 personas en todo el mundo como posibles objetivos de ataques de lobos solitarios.

## Ataques exitosos desde mediados de 2014
- Sitio web de aeropuerto australiano desfigurado.[16][17]
- La cadena francesa TV5 Monde, le es hackeada una transmisión en vivo pirateada, redes sociales pirateadas y desfiguradas con el mensaje "Je Suis ISIS".[18] Posteriormente, los investigadores franceses descartaron esto y sospecharon la participación de un grupo de piratas informáticos, APT28, presuntamente vinculado al gobierno ruso.[19]
- ISIS piratea una estación de radio sueca y transmite una canción de reclutamiento.[20]
- La base de datos militar de los Estados Unidos fue pirateada a principios de agosto y los datos correspondientes a aproximadamente 1400 miembros del personal se publicaron en línea.[21]
- Correos electrónicos ultrasecretos del gobierno británico pirateados. Los correos electrónicos pertenecían a los principales ministros del gabinete. La intrusión fue detectada por GCHQ.[22]
- El 28 de febrero de 2016, Caliphate Cyber Army (CCA) llevó a cabo un ataque cibernético en el sitio web de Solar UK, una empresa en la ciudad de Battle, Inglaterra. Los clientes eran redirigidos a una página web con el logotipo de ISIS acompañado de una serie de amenazas. “Témenos”, decía la página. “Somos el Ciberejército Islámico”.[23][24]
- El 15 de abril de 2016 (viernes), los piratas informáticos del Estado Islámico bajo el nombre de UCC piratearon con éxito 20 sitios web australianos en un ataque coordinado contra empresas australianas. Algunos de los sitios web redirigen al sitio web que contiene su contenido.[25]
- A principios de abril de 2017, la UCC publicó una lista de 8786 personas asesinadas.[26]
- A mediados de 2019  un grupo de piratería afiliado al Estado Islámico secuestró 150 identificadores de Twitter específicos utilizando una vulnerabilidad desconocida.[27]